# 岩手県立大船渡農業高等学校
岩手県立大船渡農業高等学校（いわてけんりつおおふなとのうぎょうこうとうがっこう）はかつて岩手県大船渡市にあった公立の農業高等学校。通称農高（のうこう）

## 設置学科
- 農芸化学科
- 食物科

## 所在地
- 〒022-0006 岩手県大船渡市立根町字萱中215-1

## 沿革
- 1920年（大正9年） - 前身の岩手県気仙農学校開校。
- 1923年（大正12年） - 岩手県立盛学校と改称。
- 1938年（昭和13年） - 岩手県立盛農業園芸学校と改称。
- 1944年（昭和19年） - 岩手県立盛農業学校と改称。
- 1948年（昭和23年） - 学制改革により岩手県立盛農業高等学校と改称。
- 1949年（昭和24年） - 岩手県立盛高等学校と改称，普通科設置。
- 1962年（昭和37年） - 現在の岩手県立大船渡高等学校と改称。
- 1965年（昭和40年） - 岩手県立大船渡高等学校開校により普通科が移転、農業科のみとなる。
- 1984年（昭和59年） - 食物科設置。
- 2008年（平成20年）3月31日 - 岩手県立大船渡工業高等学校との統合により岩手県立大船渡東高等学校が誕生、閉校となった。